# Envahisseurs
Pour l’article homonyme, voir Les Envahisseurs.
Les Envahisseurs (« The Invaders » en VO) sont une équipe de super héros évoluant dans l'univers Marvel de la maison d'édition Marvel Comics. Créée par Roy Thomas, Sal Buscema, Bill Finger et Martin Goodman, l'équipe apparaît pour la première fois dans le comic book Avengers (vol. 1) #71 en décembre 1969.
Cette équipe fut fortement inspirée par le All-Winners Squad (en), un groupe de super héros de l’Âge d'or des comics qui luttait contre les nazis au cours de la Seconde Guerre mondiale. D'ailleurs, leurs membres respectifs ont des pouvoirs similaires.
Les Envahisseurs sont apparus pour la première fois dans des flashbacks se situant pendant la Seconde Guerre mondiale, avec des personnages de Timely Comics, le prédécesseur de Marvel Comics.

## Historique de la publication et biographie du groupe

### Origines
Cette équipe est composée de Captain America (Steve Rogers), Bucky (James Barnes), la Torche Humaine originelle (l'androide Jim Hammond), Toro (Thomas Raymond), le jeune coéquipier de la Torche Humaine et Namor (Namor McKenzie), le Prince des mers. L'équipe des Envahisseurs s'illustra au cours de la Seconde Guerre mondiale en luttant contre les nazis.
Lors de sa première apparition, les Envahisseurs sauvèrent le premier ministre britannique Winston Churchill d'un attentat menés par le super-vilain nazi Master Man. Reconnaissant, Churchill leur proposa de continuer la lutte sous le nom des Envahisseurs.
Ils s'opposèrent aux forces de l'Axe et se retrouvèrent au Royaume-Uni, où ils furent rejoints par Lord Falsworth, le premier Union Jack. Finalement, ses enfants devinrent eux aussi des membres des Envahisseurs (Jacqueline - Spitfire - et Brian).
L'équipe recruta plus tard Miss America (Madeline Joyce Frank) et le Bolide (Whizzer, Robert Frank), un super héros doté d'une très grande célérité qui n'est pas sans rappeler le mutant Vif-Argent, durant un combat contre le Super-Axis (en). Ensuite, contre le Battle-Axis, l'équipe eut deux nouveaux membres le Blazing Skull (Mark Anthony Todd) et Silver Scorpion (Elizabeth « Betty » Barstow).
Bucky fut apparemment tué lors d'une explosion, vers la fin de la Seconde Guerre mondiale, comme relaté dans Avengers vol. 1 #4 en 1964.
À la fin de la guerre, plusieurs membres, incluant les deuxièmes Bucky et Captain America, créèrent le All-Winners Squad (en). Quand l'équipe fut dissoute, Marvel Comics fit un retcon, faisant regrouper plusieurs d'entre eux dans le V-Battalion (en) de Citizen V (en).
L'équipe eut droit à sa propre parution en 1975 (Giant-size Invaders #1 puis The Invaders et un Annual en 1977), dont les premiers épisodes furent publiés en France dans Titans à partir du no 23 (1979). La série introduisit une autre équipe retcon, la Légion de la Liberté.

### Les Nouveaux Envahisseurs
En 2004, une nouvelle équipe d'Envahisseurs fut montée, à partir de Avengers vol. 3 #82. La série dura dix numéros, jusqu'en juin 2005.
Elle incluait U.S. Agent, le 5e Captain America, Union Jack et des membres de l'époque n'ayant pas vieilli : Thin Man (en) (Bruce Dickson), Human Torch et Blazing Skull. Les Nouveaux Envahisseurs étaient aidés par le Fin et sa femme Atlante Nia.
L'équipe fut formée par le secrétaire à la Défense Dell Rusk (Crâne Rouge infiltré, qui comptait utiliser les héros à ses propres fins). Mais les héros découvrirent son plan et s'opposèrent à lui. L'équipe se sépara par la suite.